# Lith
Lith a fost o comună și o localitate în provincia Brabantul de Nord, Țările de Jos.

## Localități componente
Het Wild, Kessel, Lith, Lithoijen, Maren, Maren-Kessel, Oijen, Teeffelen.